# トーゴ・D・ウェスト・ジュニア
トーゴ・デニス・ウェスト・ジュニア（英: Togo Dennis West Jr. 、1942年6月21日 - 2018年3月8日）は、アメリカ合衆国の軍人、政治家。1998年5月5日から2000年7月10日までビル・クリントン政権2期目の退役軍人長官を務めた。
引退後の2018年3月8日、カリブ海クルーズ旅行中にバルバドス - プエルトリコ間の公海上で心臓発作を起こし船内で死去、75歳だった。